# 김재영 (1993년)
김재영(金縡營, 1993년 7월 22일~)은 전 KBO 리그 한화 이글스의 투수이다. 개명 전 이름은 '김희영'이다.

## 아마추어 시절
2012년에 홍익대학교에 진학해 국내 대학 야구 리그를 대표하는 에이스로 이름을 알렸다. 홍익대학교 4학년 때인 2015년 7월에 대학 대표로 선발됐고, 20년만에 야구가 정식 종목으로 채택됐던 광주 하계 유니버시아드에서 한양대학교 최채흥과 함께 에이스로 선발진을 구축하며 동메달을 획득하는 데 일조했다. 그 해 9월 제 29회 아시아 야구 선수권 대회에 대한민국 국가대표로 참가했다. 풀리그 2차전 중국전에 선발 등판해 5이닝 1피안타 무실점을 기록하며 승리 투수가 됐고, 대한민국은 5전 전승을 기록해 드림팀 2기가 활약했던 1999년 제20회 대회 이후 16년 만에 아시아 정상 자리를 되찾았다. 2016년 신인 드래프트에서 LG 트윈스의 1차 지명 후보였으나 선린인터넷고등학교의 김대현에게 밀렸다.

## 한국 프로야구 시절

### 한화 이글스시절
2016년에 입단하였다. 시범 경기에서는 상당한 활약을 보여주며 선발진의 한 축을 담당할 것으로 예상했으나 정규 시즌에 선발로 나온 2경기에서 모두 조기 강판돼 4월 6일 이후로는 구원 투수로만 등판했다. 2023년 11월에 방출됐다.

## 호주 프로야구 시절
2022년에 질롱 코리아에 입단하였다.

## 출신 학교
- 서울방배초등학교
- 서울 영동중학교
- 서울고등학교
- 홍익대학교

## 통산 기록
| 연도 | 팀명  | 평균자책점 | 경기 | 완투 | 완봉 | 승 | 패 | 세 | 홀 | 승률  | 타자 | 이닝 | 피안타 | 피홈런 | 볼넷 | 사구 | 탈삼진 | 실점 | 자책점 |
| ---- | ----- | ---------- | ---- | ---- | ---- | -- | -- | -- | -- | ----- | ---- | ---- | ------ | ------ | ---- | ---- | ------ | ---- | ------ |
| 2016 | 한화  | 10.32      | 11   | 0    | 0    | 0  | 0  | 0  | 0  | -     | 58   | 11⅓  | 18     | 2      | 8    | 3    | 4      | 14   | 13     |
| 2017 | 한화  | 4.54       | 20   | 0    | 0    | 5  | 7  | 0  | 0  | 0.417 | 370  | 85⅓  | 101    | 9      | 19   | 12   | 51     | 51   | 43     |
| 2018 | 한화  | 5.66       | 29   | 0    | 0    | 6  | 4  | 0  | 1  | 0.600 | 503  | 111⅓ | 136    | 15     | 37   | 12   | 56     | 74   | 70     |
| 2019 | 한화  | 12.96      | 5    | 0    | 0    | 0  | 0  | 0  | 0  | -     | 41   | 8⅓   | 14     | 1      | 3    | 2    | 4      | 12   | 12     |
| 2022 | 한화  | 5.40       | 30   | 0    | 0    | 0  | 2  | 0  | 1  | 0.000 | 137  | 30   | 33     | 1      | 12   | 7    | 16     | 25   | 18     |
| 2023 | 한화  | 10.13      | 6    | 0    | 0    | 0  | 0  | 0  | 0  | -     | 40   | 8    | 13     | 2      | 2    | 2    | 5      | 9    | 9      |
| 통산 | 6시즌 | 5.84       | 101  | 0    | 0    | 11 | 13 | 0  | 2  | 0.500 | 1148 | 254⅓ | 315    | 30     | 81   | 38   | 136    | 185  | 166    |